# Valaská (przystanek kolejowy)
Valaská – przystanek kolejowy znajdujący się we wsi Valaská, w kraju bańskobystrzyckim, na linii kolejowej 172 Banská Bystrica – Červená Skala na Słowacji.
| Valaská                                                              |  |                            |
| Linia Linia kolejowa 172 Banská Bystrica – Červená Skala (33,990 km) |  |                            |
| Chvatimechodległość: 0,781 km                                        |  | Brezno odległość: 0,147 km |